# Списак хотела у Србији
Следи списак хотела у Србији.

## Градови

### Ада
- Хотел Парк***, Трг ослобођења 3

### Алексинац
- Балкан, Књаза Милоша 80

### Апатин
- Хотел Војводина, Милоша Обилића 1

### Аранђеловац
- Хотел Старо здање**, Илије Гарашанина бб
- Хотел Извор***, Чеде Плечевића бб
- Хотел Шумадија**, Илије Гарашанина бб

### Ариље
- Хотел Елен**, Светог Архилија 1

### Бајина Башта
- Хотел Дрина***, Војводе Мишића 5

### Бач
- Хотел Централ, Маршала Тита 1

### Бачка Топола
- Хотел Јадран***, Зобнатица, Суботички пут бб
- Хотел Панонија, Маршала Тита 44 (хотел тренутно не ради)

### Бечеј
- Хотел Бела лађа***, Бориса Кидрича бб
- Хотел Фантаст***, Бачко-тополски пут бб

### Блаце
- Хотел Језеро**, Краља Петра 153

### Бор
- Хотел Језеро**, Зелени булевар бб, Борско језеро
- Хотел Србија***, Ђорђа Вајферта 3

### Брус
- Хотел Звезда**, Краља Петра I 35

### Ваљево
- Хотел Гранд****, Војводе Мишића 2
- Хотел Бели нарцис**, Жикице Јовановића 1
- Хотел Јабланица**, Обрена Николића 18

### Велика Плана
- Хотел Плана***, Покајнички пут бб

### Власотинце
- Хотел Нови Земун**, 22. дивизије 2

### Врање
- Хотел Врање***, Трг Републике 4
- Хотел Симпо Прзар, Прзанска бб

### Врбас
- Хотел Бачка**, Саве Ковачевића бб

### Вршац
- Хотел Вила Брег*****, Горанска бб
- Хотел Србија***, Светосавски трг 12

### Голубац
- Хотел Голубачки град***, Голубачки трг 3

### Горњи Милановац
- Хотел Шумадија***, Војводе Милана 1
- Хотел , Карађорђева 46
- ИГ хотел****, Вука Караџића 1а

### Димитровград
- Хотел Амфора***, Балканска 82
- Хотел Балкан**, Балканска 25

### Доњи Милановац
- Хотел Лепенски Вир***, 19220 Доњи Милановац

### Ечка
- Хотел Сибила***, Лукино Село
- Хотел Каштел**, Новосадска 7

### Зајечар
- Гарни Хотел Гринка М***, Проте Матеје 15
- Хотел Србија***, Николе Пашића бб
- Гарни Хотел Коњ**, Војводе Мишића 14
- Хотел Салаш**, Салаш бб

### Зрењанин
- Хотел Војводина****, Трг слободе 5

### Ивањица
- Хотел Парк***, Милана Кушића 106
- Хотел Ивањица**, В. Маринковића 23

### Инђија
- Хотел Инђија*, Војводе Степе 2

### Јагодина
- Хотел Јагодина***, Славка Ђурђевића 3

### Кикинда
- Хотел Нарвик****, Трг српских добровољаца 2а

### Кладово
- Хотел Ђердап**, Дунавска бб

### Књажевац
- Хотел Тимок, Књаза Милоша 85
- Хотел Стур Барка, Кадијски крст бб
- Вила Катарина, Карађорђева бб

### Ковин
- Хотел Град**, Дунавска бб

### Косјерић
- Хотел Скрапеж***, Јоже Баруха 1

### Костолац
- Хотел Костолац**, Трудбеничка бб

### Крагујевац
- Хотел Стари град***, Карађорђева 10
- Хотел Зеленгора***, Бранка Радичевића 1
- Хотел Крагујевац**, Краља Петра I 26
- Хотел Шумарице**** и **, Десанкин венац бб

### Краљево
- Хотел Техноград****, Кованлучка 1
- Хотел Ђердан**, Жича 112
- Хотел Турист**, Трг српских ратника 1

### Крушевац
- Хотел Рубин***, Немањина 2
- Хотел НИС ФАМ**, Трг мира 7
- Хотел Европа*, Народне армије 2

### Лесковац
- Хотел Београд***, Булевар ослобођења бб

### Љиг
- Хотел Љиг***, Ибарски пут бб
- Хотел Качер, Белановица

### Мајданпек
- Хотел Касина***, Светог Саве 10

### Неготин
- Хотел Крајина***, Србе Крајиновића бб

### Ниш
- Бест Вестерн Хотел My Place****, Кеј 29. децембра бб
- Хотел Амбасадор***, Трг ослобођења бб
- Хотел Центротурист***, Девете бригаде 10
- Хотел Парк**
- Хотел Србија**
- Хотел Ниш**, Вождова 12

### Нови Бечеј
- Хотел Тиски цвет***, Трг ослобођења 1

### Нови Пазар
- Хотел Таџ****, Рифата Бурџевића 79
- Хотел Врбак***, Маршала Тита бб
- Хотел ***, Постење бб
- Хотел Кан***, Рифата Бурџевића 10
- Хотел Сопоћани**, Сопоћани бб
- Хотел Рај**, Рајчиновић Бања

### Обреновац
- Хотел Обреновац**, Милоша Обреновића 189

### Палић
- Хотел Президент****, Ловранска бб
- Хотел Парк, Парк Хероја
- Хотел Језеро, Парк Хероја

### Панчево
- Хотел Тамиш**, Моше Пијаде бб

### Параћин
- Хотел Петрус**, Николе Пашића 1

### Пирот
- Хотел Пирот***, Српских владара бб
- Хотел Тигар***, Николе Пашића 213

### Пожаревац
- Хотел Дунав***, Лењинова 3

### Пожега
- Хотел Јеле***, Јежевица
- Хотел Пожега**, Хероја Радовановића 10

### Пријепоље
- Хотел Милешева***, Нововарошка бб

### Рума
- Хотел Парк****, Вељка Дугошевића 98
- Хотел Борковац**, Орловићева бб

### Сента
- Хотел Ројал**, Трг Маршала Тита 11

### Сјеница
- Хотел Бор**, Милована Јовановића бб

### Смедерево
- Хотел Смедерево**, Излетничка бб (хотел тренутно није у функцији)

### Сомбор
- Хотел Слобода**, Трг Републике 1

### Сремска Митровица
- Хотел Сирмиум**, Вука Караџића 8
- Хотел Срем, Сутјеска бб

### Сремски Карловци
- Хотел Дунав, Дунавска 5

### Суботица
- Хотел Галерија****, Матије Корвина 17
- Хотел Патрија, Ђуре Ђаковића бб

### Сурдулица
- Хотел Србија**, Краља Петра I бб

### Топола
- Хотел Опленац**, 34310 Топола

### Трстеник
- Хотел Трстеник*, Кнегиње Милице 6

### Ћићевац
- Хотел Олти*, Карађорђева 210

### Ћуприја
- Хотел Равно**, Цара Лазара 2

### Уб
- Хотел Тамнава**, Првог маја бб

### Ужице
- Хотел Златибор***, Димитрија Туцовића 48
- Хотел Златиборска ноћ *** , Бела Земља бб

### Црна Трава
- Хотел Вилин Луг*, 16215 Црна Трава

### Чачак
- Хотел Президент***, Булевар ослобођења бб
- Хотел Београд**, Градско шеталиште 19
- Хотел Морава*, Вука Караџића 2

### Шабац
- Хотел Галеб***, Косте Абрашевића 8
- Хотел Слобода***, Трг револуције бб
- Хотел Двор**, Милоша Поцерца 11